# جیانلوکا موساچی
جیانلوکا موساچی (انگلیسی: Gianluca Musacci؛ زادهٔ ۱ آوریل ۱۹۸۷) بازیکن فوتبال اهل ایتالیا است.
از باشگاه‌هایی که در آن بازی کرده‌است می‌توان به باشگاه فوتبال اسپتزیا، باشگاه فوتبال پارما، باشگاه فوتبال فروزینونه، باشگاه فوتبال کاتانیا، باشگاه فوتبال پادوا، باشگاه فوتبال امپولی، و باشگاه فوتبال پرو ورچلی اشاره کرد.
وی همچنین در تیم ملی فوتبال زیر ۲۰ سال ایتالیا بازی کرده‌است.